# 2016년 하계 올림픽 펜싱 남자 에페 개인전
리우데자네이루의 2016년 하계 올림픽 펜싱 남자 에페 개인전은 8월 9일에 카리오카 아레나 제3경기장에서 진행되었다.
이 토너먼트에서 대한민국의 박상영 선수가 금메달을 획득했는데, 결승전에서 박상영 선수와 헝가리의 노장 임레 게저가 붙었다. 하지만 14대 10으로 박상영 선수가 지고 있었으나 침착하게 4점을 연속으로 득점하여 14대14가 되었다. 하지만 임레 선수의 빨간불이 들어오지 않고 박상영 선수의 초록불이 들어왔다. 그래서 임레 게저는 은메달을 획득하였으며, 프랑스의 고티에 그뤼미에은 동메달을 획득하였다.

## 경기 결과

### 파이널 피스트
|  | 준결승전            | 준결승전    |               |    | 결승전 | 결승전 |
|  |                     |             |               |    |        |        |
|  |                     |             |               |    |        |        |
|  |                     |             |               |    |        |        |
|  | 고티에 그뤼미에 (1) | 13          |               |    |        |        |
|  | 고티에 그뤼미에 (1) | 13          |               |    |        |        |
|  | 임레 게저 (4)       | 15          |               |    |        |        |
|  | 임레 게저 (4)       | 15          | 임레 게저 (4) | 14 |        |        |
|  |                     |             | 임레 게저 (4) | 14 |        |        |
|  |                     | 박상영 (18) | 15            |    |        |        |
|  | 베냐민 슈테펜 (14)  | 박상영 (18) | 15            | 9  |        |        |
|  | 베냐민 슈테펜 (14)  |             |               | 9  |        |        |
|  | 박상영 (18)         | 15          |               |    |        |        |
|  | 박상영 (18)         | 15          | 동메달 결정전 |    |        |        |
|  |                     |             |               |    |        |        |
|  |                     |             |               |    |        |        |
|  |                     |             |               |    |        |        |
|  | 고티에 그뤼미에 (1) | 15          |               |    |        |        |
|  | 고티에 그뤼미에 (1) | 15          |               |    |        |        |
|  | 베냐민 슈테펜 (14)  | 11          |               |    |        |        |